# 호즈미촌 (야마나시현)
호즈미촌(穂積村)은 야마나시현 미나미코마군에 있던 촌이다. 현재의 후지카와정에 해당한다.

## 역사
- 1892년 4월 1일 - 마스호촌의 일부를 분립해 성립하였다.
- 1955년 3월 1일 - 마스호정에 편입해 동일 호즈미촌은 폐지되었다.

## 참고문헌
- 角川日本地名大辞典 19 山梨県